# ألياف ليوسل

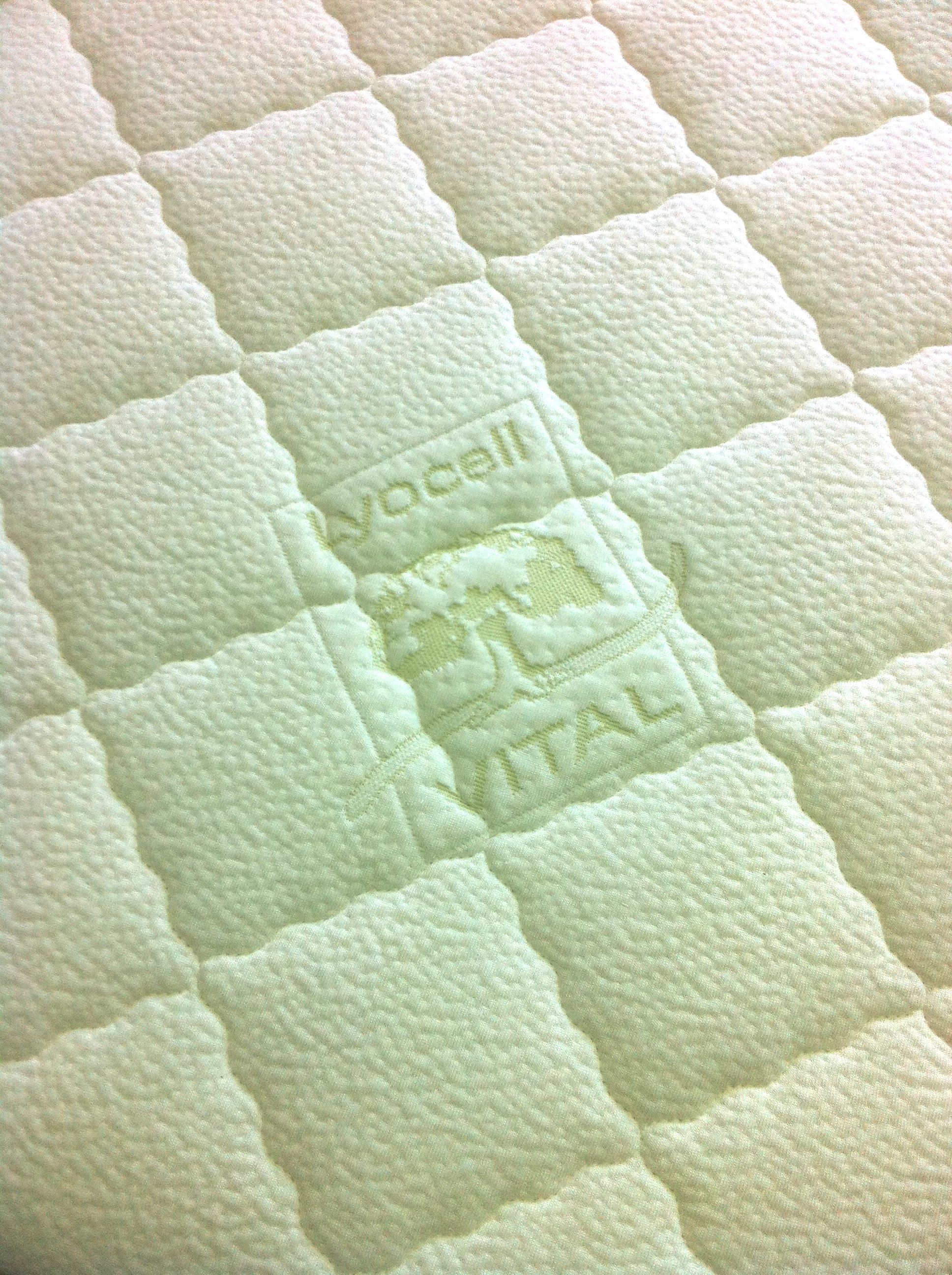
قماش منسوج لايوسل في غطاء المرتبة

ليوسل (بالإنجليزية: Lyocell): هي ألياف مصنعة من السليولوز (لب الخشب). وهي بتعريف كل من المكتب الدولي لتصنيف لألياف الصناعية (BISFA)، ولجنة التجارة الفدرالية الأمريكية، «ألياف سيليلوزية يحصل عليها بعملية الغزل باستخدام مذيب عضوي»، وصنّفته واحدا من الأصناف التي تندرج تحت تصنيف ألياف الرايون، ويستخدم في توصيفه التصنيفي المختصر "CLY". يستخدم لايوسل في صناعات الأقمشة المنتوجات الصحية لخصائصه السليولوزية الشبيهة بالقطن.

## طريقة الإنتاج
تصنع ألياف الليوسل عبر تذويب السليولوز (لب الخشب) مباشرة في أكسيد المورفولين (N-Methylmorpholine N-oxide)، معطيًا محلولا يسمى «معجون»، ويدفع هذا المعجون في فوهة الغزل (المغزال) لتشكيل الألياف تُسحب لتترسب مجددا في الماء. تغسل الألياف بعدئذ وتسترجع المواد الكيميائية من المياه، وتنقى، ويعاد استخدامها. ولما كان هناك القليل من النواتج الثانوية أو الجانبية، فقد اعتبرت هذه العملية صديقة للبيئة نسبيًا وحازت على عدة جوائز أوروبية لحماية البيئة. كما يمكن إعادة تدوير نفايات الأقمشة السليولوزية (القطنية) بتذويبها وتحويلها إلى ألياف ليوسل.

## الخصائص الرئيسية
تصنع ألياف الليوسل من السليلوز، ومصدره في العادة اللب المأخوذ من خشب الأشجار بعد أن تزال منه المواد غير السليولوزية. بذلك يشترك الليوسل في خصائصه مع الألياف السليلوزية الأخرى، ومنها الطبيعية مثل القطن والكتان، والرامي، ومنها المصنع بعمليات أخرى مثل الرايون أو الفسكوز. تتميز ألياف الليوسل بأنها لينة، وذات قدرة على امتصاص الماء تفوق قدرة القطن، وبمتانة عالية في كلا الحالتين الرطبة والجافة. من الممكن معاملة الألياف في معظم مسارات معاملة القطن، ويمكن صباغتها بالأصبغة التي تستخدم مع القطن، وتتميز الأقمشة الناتجة بانسدالية عالية، وتكون في العادة قابلة للغسل. من الممكن أيضا معالجة الأقمشة لتحاكي بنى نسيجية متنوعة مثل الجلود، والحرير.

## الشركات المنتجة
- صنع لأول مرة في عام 1987 من قبل شركة كورتولد البريطانية (بالإنجليزية: Courtaulds Fibres UK) التي سوقت الليف تحت العلامة التجارية «تنسل» (بالإنجليزية: TENCEL)، وتبعتها بعد ذلك في التسعينيات شركة لينزينغ (بالألمانية: Lenzing AG) النمساوية التي سوقت الألياف تحت العلامة التجارية لينزينغ ليوسل. وفي عام عام 2004 ابتاعت لينزنغ خطوط إنتاج من شركة كورتولد المنافسة ومعها العلامة التجارية «تنسل» التي واصلت لينزينغ استخدامها في تسويق ألياف الليوسل. وتعد لينزينغ اليوم المصنّع الأكبر عالميا لهذا الليف. تنتج لينزنغ الليوسل في معملين في النمسا أكبرهما الموجود في بلدة لينزينغ ويعد الأكبر في العالم بطاقته الإنتاجية التي تبلغ الـ74 ألف طن في السنة، وثانيهما، في مدينة هاليغينكرويتس (بالألمانية: Heiligenkreuz) بالقرب من الحدود النمساوية الهنغارية ويعمل بطاقة 90 ألف طن في السنة، وفي مصنعين آخرين في غريمسيبي (بالإنجليزية: Grimsby) في المملكة المتحدة وموبيل (بالإنجليزية: Mobile) في ولاية آلاباما الأمريكية وهما اللذان ابتاعتهمها لينزينغ من كورتولد وينجان سويا ما يقارب الـ100 ألف طن في السنة.[5][6][7] في عام 2017 بدأت لينزينغ بطرح ألياف ليوسل مصنعة من تدوير نفايات القطن، تحت العلامة التجارية «ريفيبرا» (بالإنجليزية: REFIBRA).[8]
- عام 2007 بدأت شركة غراسيم التابعة لشركة بيرلا الهندية بإنتاج ألياف الليوسل في معمل تجريبي بطاقة 7000 طن في السنة، وتوسعت عام 2019 إلى 16 ألف، وتسوّق تحت العلامة التجارية «إكسل» (بالإنجليزية: Excel).[9][10]
- عام 2015 بدأت شركة باودينغ سوان الصينية بإنتاج كميات تجارية (1500 طن سنويا) من ألياف الليوسل، تباع تحت العلامة التجارية «أوريسل» (بالإنجليزية: ORICELL)[11]
- عام 2020 بدأت شركة ساتيري الفنلندية بإنتاج ألياف الليوسل في مصانع أقامتها في الصين بطاقة 20 ألف طن سنويا.[12]

## الاستخدامات
ألياف ليوسل حاليًا أعلى كلفة من القطن العادي أو الرايون، ولكنها أشد متانة من الرايون وتستعمل في الملابس مثل القمصان المحاكة أو المنسوجة، والفساتين، والدنيم، والتشينو، الملابس الداخلية، وكذلك في مناشف الحمام والأغطية والشراشف والفرشات، كما تستخدم في تطبيقات تقنية مثل السيور الناقلة، وفي بعض الأوراق الخاصة، والمواد الصحية والضمادات الطبية. ومن الممكن حسب طبيعة المنتج استخدامها وحدها أو خلطها مع ألياف أخرى مثل والقطن، والرايون، والبولي استر، والكتان، النايلون، والصوف، والحرير.